# Aka (rivière)
Pour les articles homonymes, voir Aka.
L’Aka est une rivière du Congo-Kinshasa. Elle délimite une partie du parc national de la Garamba.